# Harkness Roses

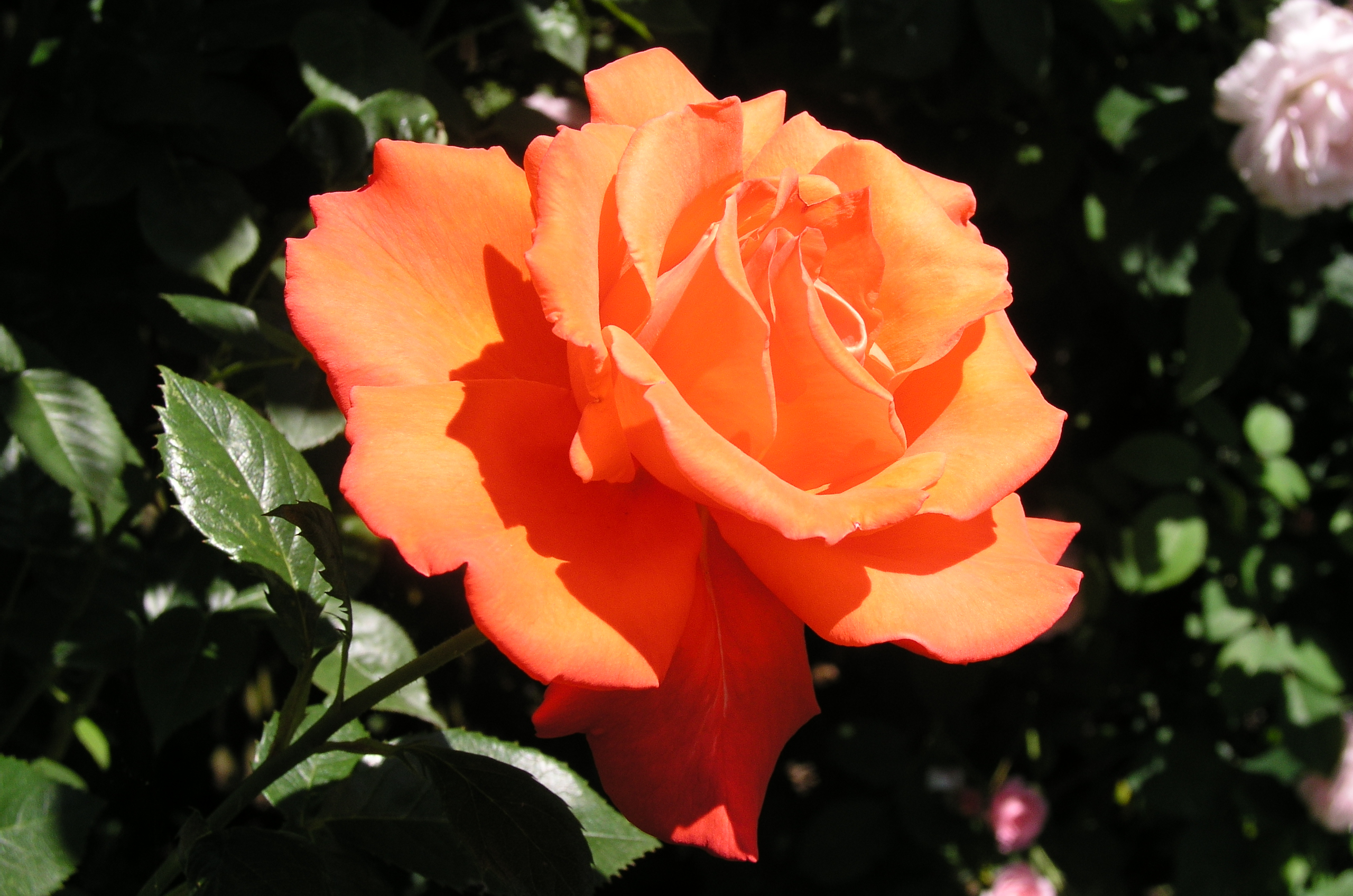
Rose 'Alexander', 1972.

Harkness Roses est le nom commercial de la compagnie R. Harkness & Co. Ltd, spécialisée dans la culture et la commercialisation de roses. Cette compagnie est basée en Angleterre à Hitchin, dans le Hertfordshire. La pépinière a été fondée en 1879 dans le Yorkshire par les frères John et Robert Harkness. Les variétés historiques comprennent 'Mrs. Harkness', 'Frensham' et 'Ena Harkness'. Jack Harkness, le petit-fils du cofondateur, John Harkness, met en place le premier programme systématique d'hybridation pour la compagnie en 1962, donnant naissance à des roses vigoureuses, et saines en faisant des hybridations à partir d'espèces sauvages de rosiers. Ses nouvelles roses qui remportent les plus grands succès comprennent les variétés 'Amber Queen', 'Belmonte' et  'Anne Harkness'. 

## Histoire
La compagnie Harkness Roses est fondée en 1879 à Bedale dans le Yorkshire par les frères John Harkness (1857-1933) et Robert Harkness (1851-1920). En 1882, John et Robert commencent à cultiver et à exposer des roses. Leur nouvelle entreprise est florissante; la reine Victoria commandaient ses roses chez Harkness & Sons dans les années 1890. John et Rober se rendent compte que le climat du Yorkshire est trop froid pour faire croître leur affaire. Ils décident en 1892 d'établir une filiale dans un lieu plus clément. C'est Robert qui est choisi pour s'installer à Hitchin dans le Hertfordshire. En 1901, les deux frères décident de dissoudre la compagnie et de créer deux pépinières séparées. Robert fonde la compagnie R. Harkness & Co, connue aujourd'hui sous le nom de Harkness Roses

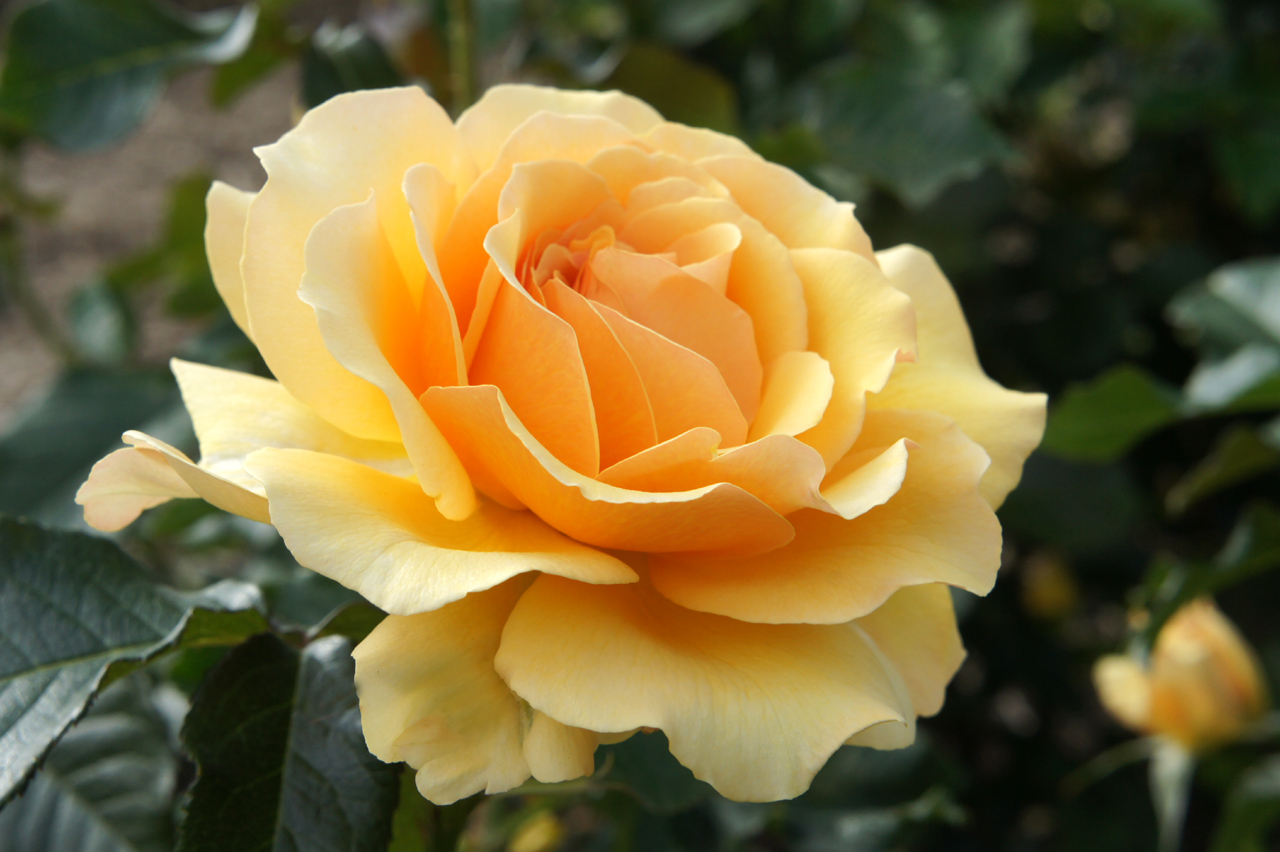
Rose 'Amber Queen'.

Les premières variétés de Harkness Roses incluent un sport d'hybride remontant, 'Heinrich Schultheis', introduit au commerce en 1893 sous le nom de 'Mrs. Harkness'. Dans les années 1950, Harkness vend à grande échelle les variétés  'Frensham' et 'Ena Harkness', rosier d'un beau rouge qui fleurit très précocement, tous les deux introduits au commerce en 1946 au Royaume-Uni. 
Jack Harkness (1918-1994) est le petit-fils du cofondateur John Harkness. Il organise le premier programme systématique d'hybridation de la compagnie en 1962, afin de donner naissance à des roses vigoureuses et saines à partir de roses sauvages. Ses premiers succès comprennent des hybrides de thé et plus tard des floribundas. Il commence à cultiver dans les années 1970 des roses à partir de Rosa persica. Harkness introduit des cultivars à grand succès comme 'Alexander', 'Mountbatten' et 'Amber Queen'.
Robert Harkness, fils de Jack Harkness (1951-2012), donne naissance à environ septante variétés de rosiers pendant sa carrière. Les plus connues sont 'Belmonte' et 'Princess of Wales'. Philip Harkness, fils de Jack et frère du précédent reprend l'affaire jusqu'à présent comme copropriétaire,.
Le poète Ted Hughes a travaillé à la pépinière pendant l'été 1955 : « Le travail consiste à suivre l'expert alors qu'il greffe des boutons de rose coûteux sur des buissons communs, et fait tout l'écussonnage et l'attache avec du raphia - un travail éreintant apparemment, mais je travaille dehors avec des roses et de bons employeurs. ».

## Quelques roses

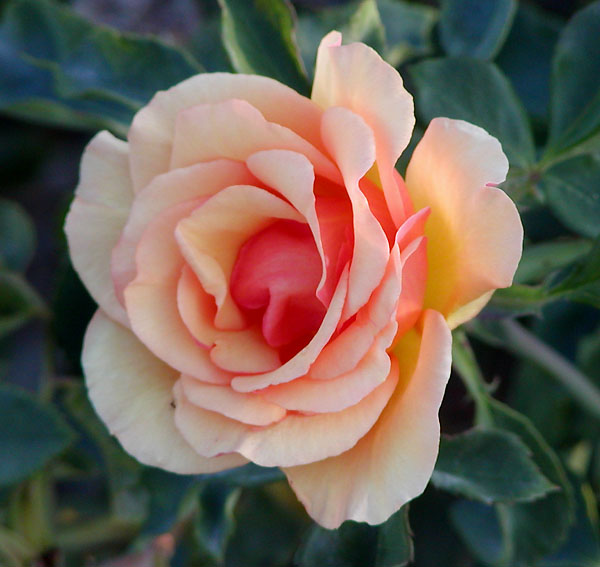
Rose 'Anne Harkness'.

- 'Mrs Harkness' (1893)
- 'Frensham' (1946)
- 'Ena Harkness' (1946)
- 'Alexander' (1972)
- 'Compassion' (1972)
- 'Yesterday' (1974)
- 'Margaret Merrill' (1977)
- 'Anne Harkness' (1979)
- 'Amber Queen' (AARS) (1983)
- 'Bill Slim' (1987)
- 'Princess of Wales' (1997)
- 'Pride of England' (1998)
- 'Bridge of Sighs' (2000)
- 'Belmonte' (2007)
- 'Duke of Edinburgh' (2021)

## Source de la traduction
- (en) Cet article est partiellement ou en totalité issu de l’article de Wikipédia en anglais intitulé « Harkness Roses » (voir la liste des auteurs).